# Lissotis
Lissotis es un género de aves otidiformes de la familia Otididae propias del África subsahariana. Algunos autores no reconocen el género e incluyen a sus especies en el género Eupodotis.

## Especies
El género Lissotis incluye dos especies:
- Lissotis melanogaster - sisón ventrinegro común;
- Lissotis hartlaubii - sisón ventrinegro de Hartlaub.